# Aartsbisdom Mendoza

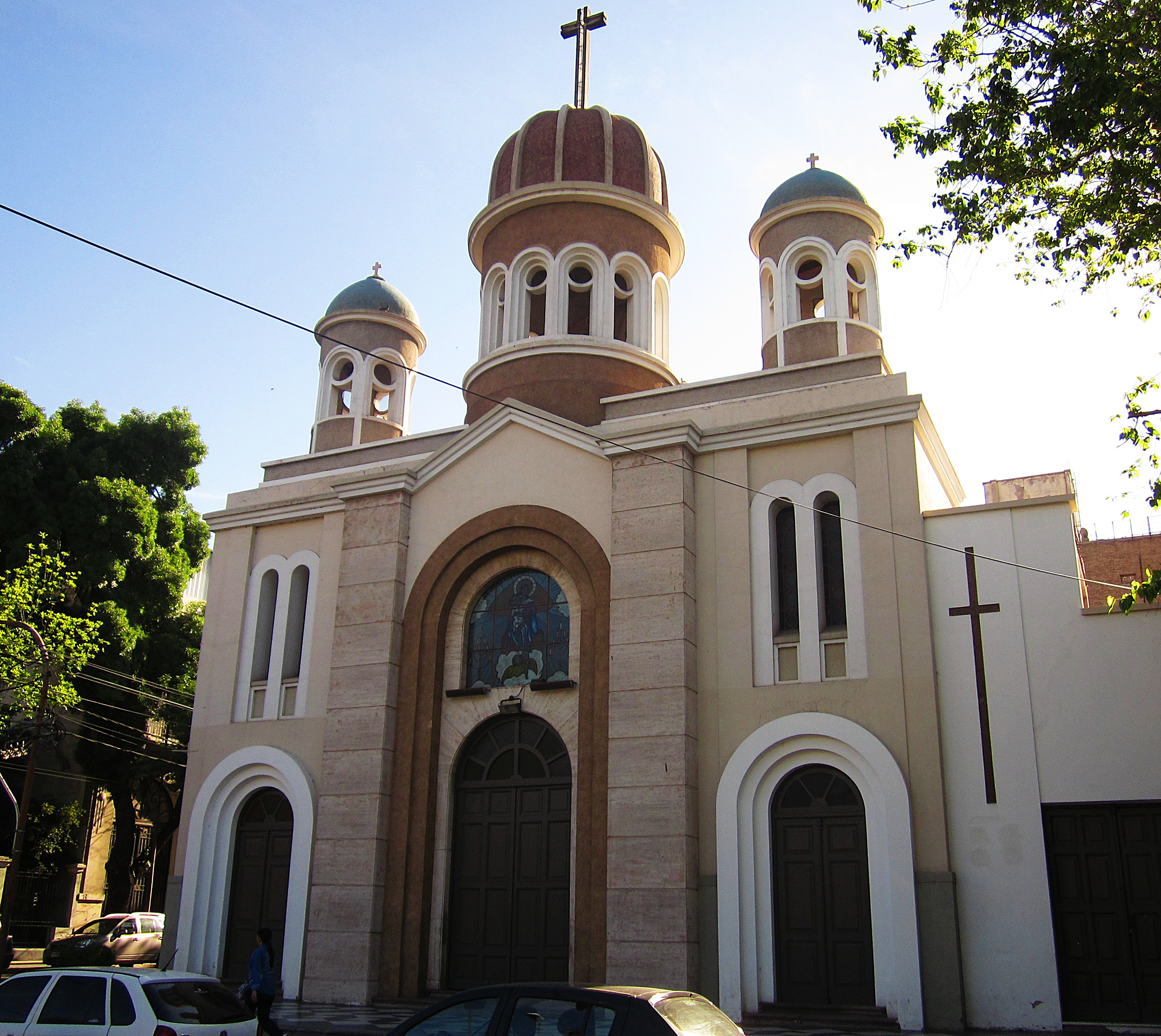
De kathedraal Onze-Lieve-Vrouw van Loreto van Mendoza

Het aartsbisdom (rood) binnen de kerkprovincie Mendoza (roze)

Het aartsbisdom Mendoza (Latijn: Archidioecesis Mendozensis) is een rooms-katholiek aartsbisdom met als zetel Mendoza in Argentinië.  
Het bisdom Mendoza werd opgericht in 1934. In 1961 werd het verheven tot aartsbisdom.
De kerkprovincie Mendoza bestaat verder uit twee suffragane bisdommen:
- Neuquén
- San Rafael

In 2019 telde het aartsbisdom 70 parochies. Het aartsbisdom heeft een oppervlakte van 61.817 km² en telde in 2019 1.734.000 inwoners waarvan 87,9% rooms-katholiek was. 

## Aartsbisschoppen
- Alfonso María Buteler (1961-1973)
- Olimpo Santiago Maresma (1974-1979)
- Cándido Genaro Rubiolo (1979-1996)
- José María Arancibia (1996-2012)
- Carlos María Franzini (2012-2017)
- Marcelo Daniel Colombo (2018-)

Mendoza (aartsbisdom) · Neuquén · San Rafael